# Clayoquot Plateau Provincial Park
Der Clayoquot Plateau Provincial Park (auch Clayoquot Plateau Park) ist ein etwa 3155 Hektar (ha) großer Provincial Park im Südwesten der kanadischen Provinz British Columbia, im Südwesten von Vancouver Island.
Der Park ist Teil des Clayoquot Sound Biosphere Reserve, einem von der UNESCO anerkannten Biosphärenreservat.
Bei dem Park handelt es sich um einen sogenannten Day-Use Park. Diese Parks verfügen üblicherweise über keine umfangreiche touristische Infrastruktur und sind nur für Tagesbesuche ausgestattet, auf Grund der fehlenden Infrastruktur ist in diesem Park das „Wilderness Camping“ erlaubt.

## Anlage
Der Park liegt nördlich von Ucluelet, im Alberni-Clayoquot Regional District und reicht nach Osten bis an der  Highway 4. Von Norden kommend passiert der Kennedy River den östlichen Parkbereich und mündet südlich in den Kennedy Lake. Die Gewässer im westlichen Parkbereich fließen dem Clayoquot River zu und münden dann auch im Kennedy Lake. Der Park grenzt im Westen über weite Bereiche an ein Schutzgebiet anderen Typs, das ʔAʔukmin Conservancy, welches dann in südwestlicher Richtung an den Clayoquot Arm Provincial Park und in nordwestlicher Richtung, nachdem es zuvor noch an das Unaacuł-ḥiłsyakƛis Conservancy grenzt, an den Tranquil Creek Provincial Park anschließt.
Höchster Punkt im Park ist der zur Vancouver Island Ranges gehörende Steamboat Mountain, mit eine Höhe von 1477 m. Der Park umfasst auch ein ausgedehntes Karst-Höhlensystem, welches jedoch nur schwer zugänglich und für erfahrene Höhlenforscher geeignet ist.
Bei dem Provinzpark handelt es sich um ein Schutzgebiet der IUCN-Kategorie III (Naturdenkmal).

## Geschichte
Der Park wurde am 13. Juli 1995, als eins in einer Gruppe von rund 50 Schutzgebieten, als Provincial Park in British Columbia eingerichtet. Zu den zeitgleich eingerichteten Parks gehören, neben anderen Parks unmittelbar am Clayoquot Sound, auch der nahegelegene Clayoquot Arm Provincial Park, der Tranquil Creek Provincial Park, der Kennedy Lake Provincial Park und der Kennedy River Bog Provincial Park. Die Einrichtung dieser Parks war, als Folge der Unruhen in den 1980er-Jahren sowie den frühen 1990er-Jahren, welche sich gegen die Kahlschlagpolitik der Forstindustrie richteten, das Ergebnis der „Clayoquot Sound Land Use Decision“. Seit seiner Gründung wurden mehrfach, zuletzt im Jahr 2004 mit dem Parks and Protected Areas Statutes Amendment Act, entweder die Rechtsgrundlage für seinen Schutz und/oder seine Grenzen verändert. 
Wie jedoch bei fast allen Provinzparks in British Columbia gilt auch für diesen, dass die Gegend, lange bevor sie von europäischen Einwanderern besiedelt oder sie Teil eines Parks wurde, in diesem Fall Jagd- und Siedlungsgebiet verschiedener Gruppen der First Nations, hier der Nuu-chah-nulth, war. Die Nutzung der Gegend wurde durch die Entdeckung von Knochen von Vancouver-Murmeltier in einer der Höhlen nachgewiesen. Das Alter der gefundenen Knochen wurde auf etwa 2.600 Jahre datiert und ihre Oberflächen trugen Schnittspuren von scharfen Steinwerkzeugen.

## Flora und Fauna
Mit dem Biogeoclimatic Ecological Classification (BEC) Zoning System wird das Ökosystem von British Columbia in verschiedene biogeoklimatische Zonen eingeteilt. Biogeoklimatische Zonen zeichnen sich durch ein grundsätzlich identisches oder sehr ähnliches Klima sowie gleiche oder sehr ähnliche biologische und geologische Voraussetzungen aus. Daraus resultiert in den jeweiligen Zonen dann grundsätzlich auch ein sehr ähnlicher Bestand an Pflanzen und Tieren. Innerhalb dieser Systematik wird der Park der Coastal Western Hemlock Zone sowie der Alpine Tundra Zone zugeordnet.
Die Untersuchungen der Parkverwaltung konnten 29 seltene und ungewöhnliche Pflanzenarten sowie mehrere in der Provinz bedrohte Pflanzenarten, wie Alpen-Anemonenn, Alpen-Süßklee oder Braungrüner Streifenfarn, im Park nachweisen.